# دوار الشمس المهدب
دوار الشمس المهدب نوع نباتي يتبع جنس دوار الشمس من الفصيلة النجمية.

## البيئة والانتشار
ينتشر في جنوب غرب الولايات المتحدة من تكساس إلى كاليفورنيا.